# Patrasket
"Patrasket" är en svensk komedi av Hjalmar Bergman som hade sin urpremiär på Oscarsteatern 1 november 1928 i regi av Gösta Ekman.
Urpremiären regisserades av Ekman, som även gjorde huvudrollen som Joe Meng. Scenografin skapades av Isaac Grünewald. 

## Roller vid premiären 1928
- Joe Meng, affärsman i diverse branscher – Gösta Ekman
- Mary Meng, Joes dotter – Inga Tidblad
- Farfar Meng – Tore Svennberg
- Farmor Meng – Augusta Lindberg
- Felix Meng, Marys kusin – Håkan Westergren
- Rosenstein, antikvitetshandlare, avlägsen släkting till familjen Meng – Mathias Taube
- Majken, hans hushållerska – Tollie Zellman
- Greve Archi – Nils Wahlbom
- Plom – Rune Carlsten
- Förste bäraren – Carl Ström
- Andre bäraren